# Iguana
Iguana is een geslacht van hagedissen die behoren tot de familie leguanen (Iguanidae).

## Naam en indeling
De wetenschappelijke naam van de groep werd voor het eerst voorgesteld door Josephus Nicolaus Laurenti in zijn Specimen Medicum, Exhibens Synopsin Reptilium Emendatam cum Experimentis circa Venena (1768). De naam iguana is een Spaanse verbastering van de Taíno-naam iwana voor de Antilliaanse soort.

## Soorten
Het geslacht omvat de volgende soorten, met de auteur en het verspreidingsgebied.
| Naam                                         | Auteur                     | Verspreidingsgebied |
| -------------------------------------------- | -------------------------- | --- |
| Groene leguaan (Iguana iguana)               | Linnaeus, 1758             | Antillen, Belize, Bolivia, Brazilië, Colombia, Costa Rica, Ecuador, El Salvador, Frans-Guyana, Grenada, Guadeloupe, Guatemala, Guyana, Honduras, Mexico, Montserrat, Nicaragua, Panama, Paraguay, Peru, Puerto Rico, Suriname, Trinidad en Tobago, Venezuela, geïntroduceerd in de Verenigde Staten in de staten Florida en Hawaï en in Taiwan |
| Antillenleguaan (Iguana delicatissima)       | Laurenti, 1768             | Antillen |
| Sabaanse zwarte leguaan (Iguana melanoderma) | Michel Breuil et al., 2020 | Saba en Montserrat |

## Uiterlijke kenmerken
De soorten hebben een kenmerkende halskwab, een stekelrij op de rug en een sublabiale schub op de wang. Ook hebben ze, net als veel andere hagedissen, een derde oog op het hoofd. Ze hebben zeer goed zicht, dat ze gebruiken om voedsel te vinden en met soortgenoten te communiceren.
In vergelijking met de groene leguaan mist de Antilliaanse soort I. delicatissima het streeppatroon op de staart, en de grote, ronde schub onder de oren. I. delicatissima is meer grijsachtig met een groengevlekte onderzijde.

## Verspreiding en leefgebied

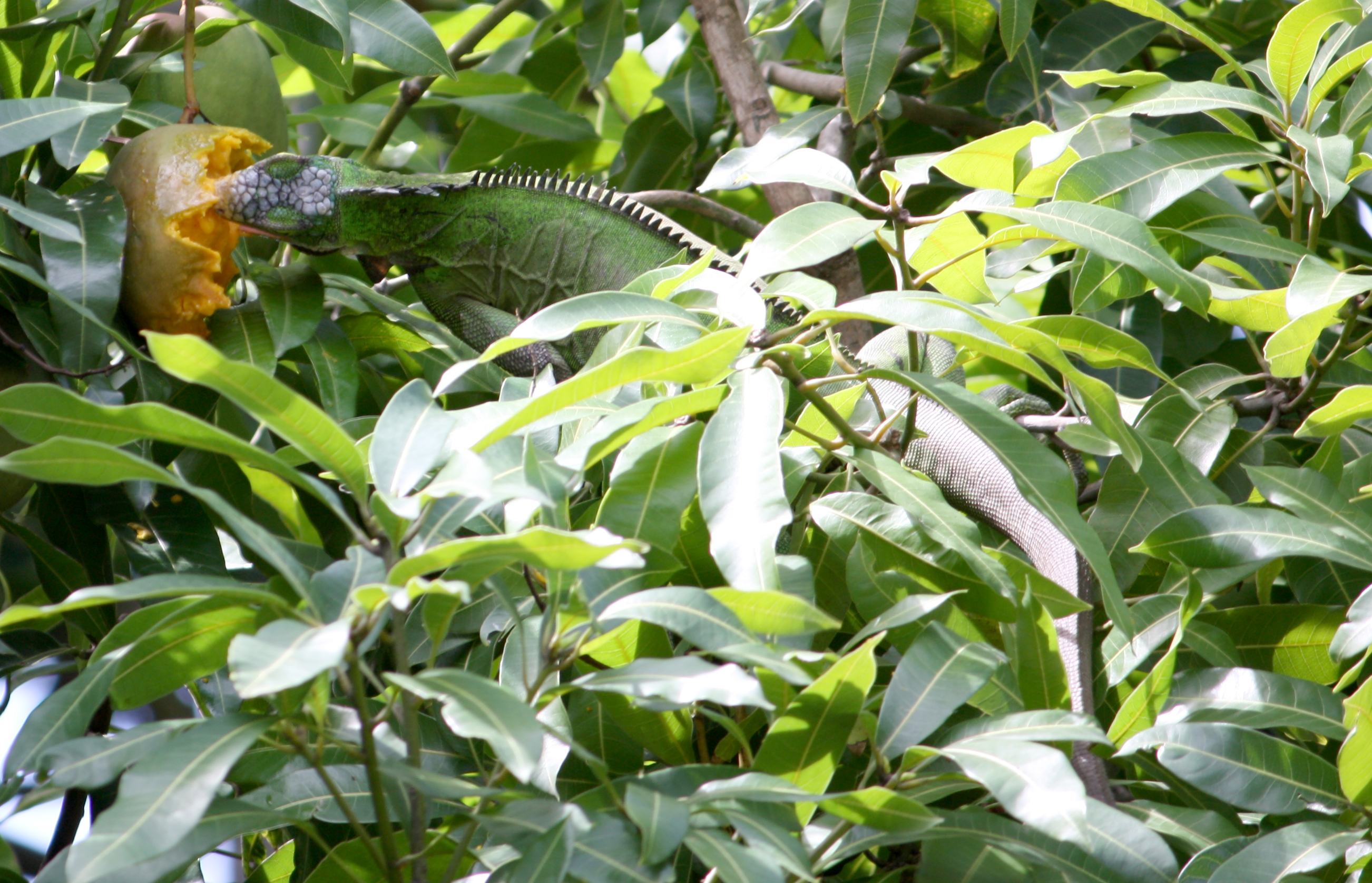
Antillenleguaan eet een mango in Dominica.

Het oorspronkelijke leefgebied van leguanen omvat is een groot deel van Midden- en Zuid-Amerika en leven in de landen Antillen, Belize, Bolivia, Brazilië, Colombia, Costa Rica, Ecuador, El Salvador, Frans-Guyana, Grenada, Guadeloupe, Guatemala, Guyana, Honduras, Mexico, Montserrat, Nicaragua, Panama, Paraguay, Peru, Puerto Rico, Suriname, Trinidad en Tobago en Venezuela. De groene leguaan is daarnaast geïntroduceerd in de Verenigde Staten in de staten Florida en Hawaï, en in Taiwan, Singapore en Thailand. Ook zijn niet-inheemse leguanen geïntroduceerd op veel eilanden van de Kleine Antillen en bedreigen daar de inheemse leguanenpopulaties.
De habitat bestaat uit tropische en subtropische bossen, ook in door de mens aangepaste gebieden zoals tuinen zijn een geschikte biotoop. De leguanen komen ook veel voor op stranden.

### Beschermingsstatus
Door de internationale natuurbeschermingsorganisatie IUCN is aan beide soorten een beschermingsstatus toegewezen. De groene leguaan wordt gezien als 'veilig' (Least Concern of LC), terwijl de antillenleguaan en de Sabaanse subpopulatie van de groene leguaan worden gezien als 'ernstig bedreigd' Critically Endangered of CR).
De antillenleguaan wordt met uitsterven bedreigd, hoofdzakelijk omdat de groene leguaan op de Kleine Antillen geïntroduceerd is en er wijdverspreid door de regio kruisingen plaatsvinden, hierbij wordt de antillenleguaan verdrukt door de groene leguaan. Op minstens meerdere eilanden vormt dit de belangrijkste bedreiging voor de Antilliaanse soort (Anguilla, Sint Eustatius, Dominica).
Op Sint-Maarten is de soort uitgestorven, maar komt nu een grote niet-inheemse groene leguaanpopulatie voor.